# Cirrhilabrus tonozukai
Cirrhilabrus tonozukai Allen & Kuiter, 1999 è un pesce d'acqua salata appartenente alla famiglia Labridae.

## Distribuzione e habitat
Proviene dall'Indonesia, nell'oceano Pacifico. Vive nella barriera corallina e in zone rocciose ricche di vegetazione acquatica; nuota tra 15 e 40 m di profondità.

## Descrizione
Presenta un corpo allungato, compresso lateralmente e con la testa dal profilo abbastanza appuntito. Le pinne sono ampie, la pinna caudale ha il margine arrotondato. La lunghezza massima registrata è di 7,5 cm. 
I colori predominanti sono il rosso e l'arancione, mentre il ventre è bianco. Ciò che permette di distinguere i giovani sono le pinne, molto meno ampie di quelle degli adulti. Nei maschi adulti la prima parte di pinna dorsale è alta, rosa quasi trasparente, mentre la seconda è più bassa, metà rossa con una striscia azzurra e nera e metà trasparente. la pinna caudale sfuma dal rosso al blu-violaceo, mentre la pinna anale è ampia, rossa bordata d nero e di azzurro.

## Comportamento
Nuota in banchi non particolarmente grandi con esemplari di entrambi i sessi, ma uno solo dei maschi è un maschio dominante.

## Conservazione
Viene classificato come "dati insufficienti" (DD) dalla lista rossa IUCN perché viene catturato, a volte con il cianuro, per essere tenuto negli acquari ma non è noto quanto questa minaccia influenzi la popolazione di questa specie.